# Медаль «За відвагу»
Це стаття про медаль СРСР. Про державні нагороди інших країн див.: Медаль «За відвагу» (значення).
Меда́ль «За відва́гу» — державна нагорода СРСР. Була заснована 17 жовтня 1938 року для нагородження воїнів Червоної Армії, Військово-морського Флоту і пограничної охорони за особисту мужність і відвагу в боях з ворогами Радянського Союзу при захисті недоторканності державних кордонів або при боротьбі з диверсантами, шпигунами і іншими ворогами Радянської держави.
Серед перших нагороджених цією медаллю були прикордонники М. Гуляєв і Ф. Григор'єв, що затримали групу диверсантів біля озера Хасан.
Указом Президії Верховної Ради РФ від 2 березня 1992 року № 2424-1 медаль залишено в системі винагород РФ. Медаль «За відвагу» заснована знов Указом Президента Російської Федерації від 2 березня 1994 року № 442.

## Історія заснування
Медаль заснована Указом Президії Верховної Ради СРСР від 17 жовтня 1938 року. Надалі в опис медалі і в Положення про медаль були внесені зміни Указами Президії Верховної Ради СРСР від 19 червня 1943 року і від 16 грудня 1947 року.
Указом Президії Верховної Ради СРСР від 28 березня 1980 року затверджено Положення про медаль у новій редакції.

## Положення про медаль
Медаль «За відвагу» заснована для нагородження за особисту мужність і відвагу, проявлені при захисті соціалістичної Вітчизни і виконання військового обов'язку.
Медаллю «За відвагу» нагороджувалися військовослужбовці Радянської Армії, Військово-морського Флоту, прикордонних і внутрішніх військ і інші громадяни СРСР.
Медаллю «За відвагу» могли бути нагороджені і особи, що не є громадянами СРСР.
Нагородження медаллю «За відвагу» здійснювалося за особисту мужність і відвагу, проявлені:
- у боях з ворогами соціалістичної Вітчизни;
- при захисті державного кордону СРСР;
- при виконання військового обов'язку в умовах, пов'язаних з ризиком для життя.

Медаль «За відвагу» носиться на лівій стороні грудей і, за наявності орденів й інших медалей СРСР, розташовується після орденів.

## Опис медалі
Медаль «За відвагу» має форму правильного круга діаметром 37 мм.
На лицьовій стороні медалі у верхній частині змальовані три літаки, що летять один за одним у напрямку вгору. Розмах крил першого літака 7 мм, другого — 4 мм, третього — 3 мм. Нижче за літаки поміщений у два рядки напис «ЗА ОТВАГУ», під яким намальований танк шириною 10 мм, довжиною 6 мм.
У нижній частині медалі розташований напис «СССР». Ширина напису — 9 мм. Висота двох центральних букв — 3,5 мм, висота крайніх букв — 2,5 мм.
Усі зображення на медалі рельєфні, написи втиснуті, покриті рубіново-червоною емаллю. Поглиблення букв написів — 1 мм. Лицьова сторона медалі облямована бортом шириною 0,75 мм і висотою 0,25 мм.
Медаль виготовляється із срібла 925 проби. Загальна вага срібла в медалі (на 18 вересня 1975 року) — 25,802±1,3 г. Загальна вага медалі без колодки — 27,930±1,52 г.
Медаль за допомогою вушка і кільця з'єднується з п'ятикутною колодочкой, обтягнутою шовковою муаровою стрічкою сірого кольору з двома подовжніми синіми смужками по краях. Ширина стрічки — 24 мм, ширина смужок по 2 мм.
Автор малюнка медалі — художник Дмитрієв С. І.

## Історія медалі
Медаль «За відвагу» — друга, після медалі «ХХ років РСЧА», що була створена в СРСР. Медаль «За відвагу» є вищою радянською медаллю і розташовується при носінні перед останніми медалями (подібно до ордена Леніна в системі радянських орденів).
Оскільки медаллю нагороджувалися за особистий подвиг, то нагороджувався нею, в основному, рядовий і сержантський склад, рідше молодші офіцери. Старші офіцери і генералітет практично не нагороджувалися медаллю «За відвагу».
Перше нагородження медаллю «За відвагу» було проведено Указом Президії Верховної Ради СРСР від 19 жовтня 1938 року. Згідно з цим Указом, медалі удостоїлися 62 людини. Алфавітний список відкривали прізвища лейтенанта Абрамкіна Василя Івановича, старшого лейтенанта Алексеєва Федора Олексійовича, лейтенанта державної безпеки Алмаєва Барі Усмановича, політрука Баймульдіна Абілхаїра, лейтенанта Барботько Григорія Павловича, старшого політрука Бочкарьова Івана Семеновича, молодшого комвзвода Буханова Івана Яковича.
Наступне нагородження відбулося опісля всього три дні. Указом Президії Верховної Ради СРСР від 22 жовтня 1938 року медаллю «За відвагу» були нагороджені червоноармійці-прикордонники Гуляєв Микола Єгорович і Григор'єв Борис Пилипович. Знаходячись у нічному дозорі біля озера Хасан, вони вступили в бій з великою групою диверсантів, що намагалися прорватися через кордон. Попри те, що сили були нерівні, а прикордонники поранені, вони не пропустили диверсантів.
Уперше в передвоєнні роки медаль «За відвагу» вручалася в масовому порядку учасникам боїв біля озера Хасан. За зразкове виконання бойових завдань, за доблесть і мужність, проявленні при обороні району озера Хасан, Указом ПВС СРСР від 25 жовтня 1938 року було здійснено 1322 нагороджень.
Указом Президії Верховної Ради СРСР від 14 листопада 1938 року медаллю «За відвагу» було нагороджено 118 військовослужбовців. За відмінне виконання бойових завдань на Далекому Сході Указом Президії Верховної Ради СРСР від 19 січня 1939 року нагороджено 14 чоловік.
Майже всі нагороджені мали військові звання червоноармійця або молодшого командира. Лише один з чотирнадцяти мав офіцерське звання — молодший лейтенант Фітасов Федір Олексійович.
Потім масово нагороджувалися військовослужбовці, що відзначилися в районі річки Халхін-Гол.
За весь 1939 рік медаллю «За відвагу» було нагороджено 9234 бійці і командирів.
Наступні масові нагородження припали на період фінської кампанії. Усього до початку німецько-радянської війни медаллю «За відвагу» було нагороджено близько 26 тисяч військовослужбовців.
Під час німецько-радянської війни нагородження медаллю набуло воістину щонайширшого характеру. Всього за дії в період німецько-радянської війни, медаллю «За відвагу» здійснено понад 4 млн. 230 тис. нагороджень.
Станом на 1 січня 1995 року медаллю «За відвагу» здійснено 4.569.893 нагороджень.

## Повторні нагородження
Близько п'ятдесяти осіб були нагороджені медаллю «За відвагу» чотири й більше разів. Серед них — старші сержанти Бубліков Олексій Васильович (1925—2014) і Левченко Олексій Якович (1924—2013), сержант Чистенко Іван Сергійович (1911—1991), молодший сержант Руденко Андрон Пилипович (1919—2015), червоноармієць Кратко Іван Іванович (1923—?). Сержант Грецов Семен Васильович (1902—1975) — єдиний, нагороджений шістьма медалями «За відвагу».
За українським законодавством, нагороджені чотирма і більше медалями «За відвагу» прирівнюються за статусом до Героїв Радянського Союзу і повних кавалерів ордена Слави та вважаються особами, які мають особливі заслуги перед Батьківщиною.